# Raquel Hernández Olmo
Raquel Hernández Olmo (n. Barcelona, España), 2 de noviembre de 1979) es una fisiculturista catalana que fue campeona de España y campeona mundial.

## Trayectoria
Hernández Olmo salió subcampeona mundial en 2009.
Hernández Olmo fue nombrada Campeona Absoluta en el Arnold Classic Amateur de fisicoculturismo en 2011. Es la dueña de RH Nutrition. Se retiró y decidió volver en 2015.

## Palmarés
2009 : Campeona de Cataluña FCC
2009 : Campeona de Europa UIBBN (Bélgica)
2009 : Campeona de la Copa Catalana IFBB
2009 : Subcampeona de la Copa del Mundo Classic Bodyfitness IFBB (Madrid)
2010 : Campeona del Open Ciudad Condal IFBB (Barcelona)
2010 : Subcampeona del Open Memorial Francisco del Yerro IFBB (Madrid)
2010 : Campeona de la Copa Nacional de España IFBB (Cádiz)
2010 : Cuarta Plaza en el Campeonato Europeo Women's Bodyfitness IFBB (Sérbia)
2010 : Campeona del II Open ciudad de Don Benito IFBB (Extremadura)
2010 : Sexta Plaza en el Campeonato Mundial de Bodyfitness IFBB (México)
2010 : Campeona del Open Nacional Bodyfitness J. J. Rodríguez IFBB (Albacete)
2010 : Campeona del Open de Aranjuez IFBB (Madrid)
2010 : Campeona del Campeonato Nacional de España IFBB (Badajoz)
2010 : Campeona Absoluta del Campeonato Nacional de España IFBB (Badajoz)
2010 :  Campeona del Open Nacional de Villarubia de Santiago IFBB (Toledo)
2010 : Subcampeona del Mundo en el Mundial Bodyfitness IFBB (Turquía)
2011 : Campeona del Arnold Classic Amateur USA Talla Media IFBB (Ohio)
2011 : Campeona Absoluta del Arnold Classic Amateur USA IFBB (Ohio)
2011 : Subcampeona del MS Olympia Amateur IFBB (Londres)
2011 : Campeona de la Copa Federación IFBB (Madrid)
2011 : Premio Mejor Bodyfitness Internacional recibiendo el premio Athletic Achievement Award, en el palacio de las naciones (Madrid)
2011 : Campeona del Open Templo del Hierro IFBB (Barcelona)
2011 : Campeona del Open Memorial Francisco del Yerro IFBB (Madrid)
2011 : Campeona de la Copa Nacional de España IFBB (Madrid)
2011 : Campeona Absoluta de la Copa Nacional de España IFBB (Madrid)
2011 : Campeona Absoluta del Campeonato Europeo Women's Bodyfitness IFBB (Madrid)
2011 : Campeona del Open Nacional Pedro J. Villa IFBB (Murcia)
2011 : Campeona del III Open ciudad de Don Benito IFBB (Badajoz)
2011 : Campeona del Arnold Classic Amateur Europe Talla Media  Master IFBB (Madrid)
2011 : Campeona Absoluta Master del Arnold Classic Amateur Europe IFBB (Madrid)
2011 : Campeona Absoluta Senior del Arnold Classic Amateur Europe IFBB (Madrid)
2011 : Campeona Senior Talla Media del Campeonato Nacional de España IFBB (Santa Susana)
2011 : Campeona Absoluta del Campeonato Nacional de España IFBB (Santa Susana)
2011 : Campeona por Parejas del Campeonato Nacional de España IFBB (Santa Susana)
2011 : Campeona Absoluta del Campeonato del Mundo de Women's Bodyfitness (Santa Susana)
2012 : Finaliza su carrera como amateur pasando a competir como Figure en la Profesional Ligue de la IFBB, dejando en su haber  7 records, 4 nacionales y 3 internacionales, entre ellos única atleta en conseguir 2 Arnolds Classic Amateur Absolutos USA y EUROPE en un mismo año, y convirtiéndose en su momento en la mejor Bodyfitness de la historia de España.